# Гипотеза Чёрной Королевы

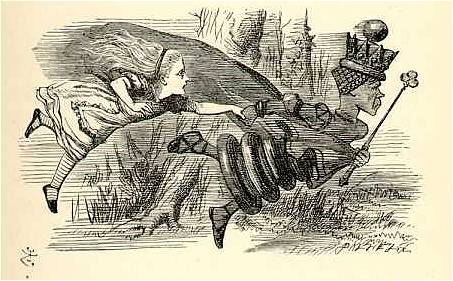
Бег Чёрной Королевы. Иллюстрация Джона Тенниела

Гипотеза Чёрной Королевы (англ. Red Queen hypothesis), также называемая «Принципом Чёрной Королевы», «Эффектом Чёрной Королевы» или «Гонкой (Бегом) Чёрной Королевы», — эволюционная гипотеза, которая может быть сформулирована следующим образом:
Виду необходимы постоянное изменение и адаптация, чтобы существовать в окружающем мире, постоянно эволюционирующем вместе с ним.
Термин происходит из произведения Льюиса Кэрролла «Алиса в Зазеркалье», из диалога Алисы с Чёрной Королевой:

— У нас, — сказала Алиса, с трудом переводя дух, — когда долго бежишь со всех ног, непременно попадёшь в другое место.

— Какая медлительная страна! — вскричала Королева. — Ну а здесь, знаешь ли, приходится бежать со всех ног, чтобы только остаться на том же месте.— перевод Н. Демуровой
Гипотеза выдвинута, чтобы объяснить два различных явления: преимущество полового размножения на уровне особи и постоянную эволюционную гонку вооружений между конкурирующими разновидностями и их паразитами. В первой (микроэволюционной) версии гипотезы половое размножение, смешивая гены матери и отца, может позволить наиболее приспособленным потомкам удержаться в экологической нише, которую вид занимает в экосистеме. Во второй (макроэволюционной) версии вероятность исчезновения для групп организмов, как предполагается, является постоянной в пределах группы и случайной среди групп.

## Гонка вооружений

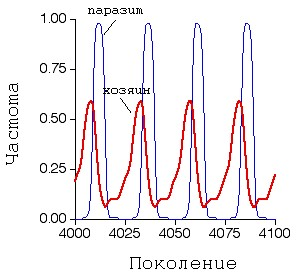
Динамика эффекта Чёрной Королевы: следствия компьютерного моделирования для эволюционирования паразита и его хозяина. Красная линия дает частоту генотипа хозяина; синяя линия дает частоту генотипа паразита. Модель предполагает, что у хозяев есть иммунитет, и то, что и хозяева и паразиты размножаются половым способом.

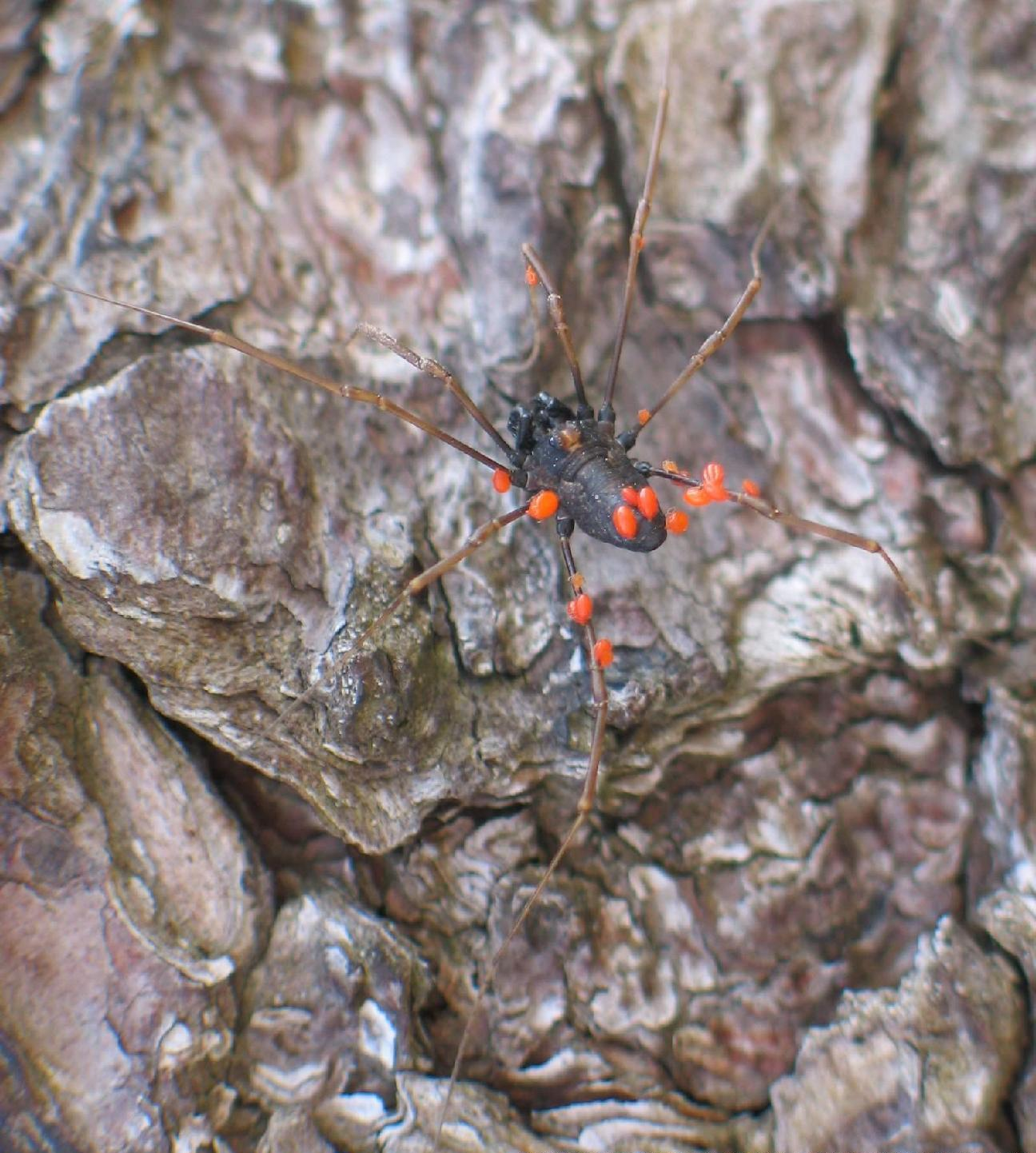
Паразиты находятся в постоянной гонке вооружений со своим хозяином: сенокосец, страдающий от клещей

Первоначально предложенная Ли ван Валеном (1973 г.), метафора «эволюционная гонка вооружений», происходящая при коэволюции видов смежных трофических уровней, была сочтена подходящей для описаний биологических процессов, подобно гонке вооружений между странами. На основании исследований Ли ван Вален обнаружил, что способность группы организмов к выживанию с течением времени не улучшается, и что вероятность вымирания для любого вида случайна и не зависит от продолжительности его существования на планете. Таким образом шансы для выживания вида неопределённые.
Пример «гонки вооружений» между хищником и добычей — это кролики, бегущие быстрее чем их родители, и лисы, в погоне за кроликом бегущие быстрее чем родители. Другой пример — «соревнование» между паразитами и их хозяевами. За жизнь одного кролика может смениться огромное множество поколений болезнетворных бактерий. И чем сильнее иммунитет кролика, тем жёстче будет естественный отбор у паразитов.
Биологи из Бельгии, Швейцарии и Франции провели показательный эксперимент, выделив яйца дафний (Daphnia magna) и споры их паразитов — бактерии Pasteuria ramosa из слоев донных отложений, сформировавшихся за 30 лет в небольшом пруду Бельгии. Были взяты 8 слоев, по 2 см толщиной, с расчётом того, что каждый такой слой формировался из органических осадков за 2—4 года, срок, в течение которого сменялось 10—20 поколений дафний. Три группы из каждого слоя инфицировали бактериями из того же, выше лежащего и ниже лежащего слоя. Результат наблюдений полностью соответствовал теории об «эволюционной гонке вооружений»: только 35 % дафний оказались устойчивы к заражению паразитами-«современниками», 43 % — к заражению паразитами из вышележащего позднего слоя и 45 % были устойчивы к паразитам из нижележащего раннего слоя.

## Парадокс пола и его значение
Научный автор Мэтт Ридли популяризировал термин «Эффект Чёрной Королевы», связав его с половым отбором в своей книге The Red Queen: Sex and the Evolution of Human Nature (1993), в русском переводе — «Секс и эволюция человеческой природы» (2011).
В книге Ридли обсуждал дебаты в теоретической биологии по адаптивной выгоде полового размножения у тех видов, в которых оно проявляется. Привязка гипотезы Чёрной Королевы к этим дебатам является результатом того факта, что популярная в XX веке «гипотеза викария из Брэя» показала адаптивную выгоду полового размножения на уровне вида или группы, но не объяснила её на генетическом уровне. Согласно «гипотезе Чёрной Королевы», организмы постоянно ведут «циклическую» гонку вооружений со своими паразитами, и половое размножение позволяет передать гены, которые в настоящее время не приносят пользу, но на фоне вероятного для будущего появления устойчивых для защитных сил организма паразитов могут помочь в борьбе с ними.
В двуполых популяциях живых существ, мужские особи, составляя, как правило, около половины населения, не имеют возможности непосредственно произвести потомство без участия женского пола (если у них отсутствует биологическая возможность изменять свой пол). У некоторых видов, таких как львы, есть обычай среди самцов умерщвлять молодняк, рождённый от другого самца (согласно Ричарду Докинзу, это проявление так называемого эгоистичного гена, чья цель состоит только в том, чтобы размножиться, и который может как следствие подавить воспроизводство других генов). Кроме того, самцы и самки должны тратить ресурсы для привлечения и конкуренцию за противоположный пол. Половой отбор также может порождать черты, которые уменьшают пригодность вида и индивидуума к выживанию, так, яркая окраска оперения у райских птиц, используемая для привлечения полового партнёра, в то же время увеличивает вероятность быть замеченными потенциальными хищниками. Таким образом, половое размножение может быть очень неэффективным в плане борьбы за существование.
Возможное объяснение того факта, что почти все позвоночные раздельнополы, состоит в том, что пол увеличивает возможности к адаптации. Во-первых, если выгодная мутация происходит среди особей, размножающихся бесполым способом, то для этой мутации нет возможности распространиться, а особи получить гены из других линий своего вида, у которых могли возникнуть собственные полезные мутации. Во-вторых, это перемешивает аллели. Некоторые случаи наследственной изменчивости могли быть выгодными, только когда одна мутация вступала в соединение с другой мутацией, а половое размножение увеличивает вероятность, что такое соединение произойдёт.
Чтобы существам с разделением полов иметь преимущество требуется постоянное изменение условий их существования. Важнейшим фактором, который мог это вызывать, является постоянная гонка вооружений между паразитами и их хозяевами. Если гены потомка не сильно отличаются от генов родителя, то паразиты, выработав адаптацию к защитным механизмам родительского организма, смогут легко поразить и его потомство. Половое размножение гарантирует генетическое отличие, позволяя организму-хозяину противостоять адаптации паразитов.
Кёртис Лайвли (Curt Lively) с соавторами провёл экспериментальные наблюдения над рыбками пецилиопсисами (Poeciliopsis) и их паразитами трематодами, вызывающими высыпание на теле рыб белых, хорошо видимых, пятен, удобных для анализа степени заражённости популяции. В 1976 году в результате иссушающей засухи в одном пруду уцелели лишь три особи пецилиопсиса, чьё потомство, размножающееся бесполым способом и являющееся высокоинбридным клоном, впоследствии заселило весь пруд. Эти рыбки оказались сильно заражены трематодами. После того, как в пруд были запущены несколько самцов, пецилиопсисы перешли на половое размножение и болезнь почти полностью отступила.
Также в научных целях была рассмотрена нематода Caenorhabditis elegans, делящаяся на два пола — самцов и гермафродитов. При бесполом размножении у этого вида происходило самооплодотворение гермафродитов, что не дало возможности для рекомбинации генов. В природе доля нематод, размножающихся половым путём, как правило, составляет — 1—30 %. Когда в популяцию периодически вносился смертельно опасный паразит-бактерия, то на протяжении десяти первых поколений доля особей, размножающихся половым путём достигла 80 %, после чего вновь упала до естественного уровня. После отбора бактерий на вирулентность (паразитов брали с трупов нематод, погибших в течение первых суток) в исследуемой популяции доля особей, размножающихся половым путём достигла 80 %, после чего вновь не снизилась, но спустя 20 поколений достигла 90 %. Первый случай был условно назван «эволюция», а второй — «коэволюция».
Если из популяции убирались самцы, и она подвергалась «коэволюции», то она спустя 20 поколений полностью вымирала.